# Baby It's You (London Grammar)
Baby It's You is een nummer van de Britse indiepopband London Grammar uit 2020. Het is de vierde single van hun derde studioalbum Californian Soil.
Op dit nummer zingt frontvrouw Hannah Reid twee korte verzen over de preoccupatie met iemand op een festival, terwijl het refrein bestaat uit een herhaald 'You, baby, it's you'. "Baby It's You" kent een iets elektronischer geluid dan de meeste vorige nummers van London Grammar. Het nummer flopte in het Verenigd Koninkrijk met een 80e positie. De Nederlandse Top 40 en Tipparade werden niet gehaald, wel bereikte de plaat een 18e positie in de Mega Top 30 van NPO 3FM. In Vlaanderen kwam het nummer tot de 9e positie in de Tipparade.

## Tracklijst
Muziekdownload
1. "Baby It's You" - 4:02